# Mucronella rotundata
Mucronella rotundata är en mossdjursart som beskrevs av Walter Douglas Hincks 1882. Mucronella rotundata ingår i släktet Mucronella och familjen Romancheinidae. Inga underarter finns listade i Catalogue of Life.